# Centris flavilabris
Centris flavilabris är en biart som beskrevs av Alexander Mocsáry 1899. Centris flavilabris ingår i släktet Centris och familjen långtungebin. Inga underarter finns listade.